# Резафунгин
Резафунгин — противогрибковый препарат для профилактики и лечения кандидемии и инвазивного кандидоза. Одобрен для применения: Европейский союз, США (2023).

## Механизм действия
Полусинтетический липопептид из группы эхинокандины, который синтезируется из продукта ферментации Aspergillus nidulans.

## Показания
- Кандидемия.
- Инвазивный кандидоз.

## Противопоказания
- Гиперчувствительность

## Способ применения
Внутривенная инфузия — 1 раз в неделю.